# La banda della frusta nera
La banda della frusta nera (The Black Whip) è un film del 1956 diretto da Charles Marquis Warren.
È un western statunitense ambientato nel 1867 con Hugh Marlowe, Coleen Gray e Adele Mara.

## Produzione
Il film, diretto da Charles Marquis Warren su una sceneggiatura e un soggetto di Orville H. Hampton, fu prodotto da Robert Stabler per la Regal Films (sussidiaria della Twentieth Century Fox) e girato nel ranch di Corriganville a Simi Valley e nell'Iverson Ranch a Chatsworth, Los Angeles, California, dall'inizio di inizio agosto all'inizio di settembre 1956.

## Distribuzione
Il film fu distribuito con il titolo The Black Whip negli Stati Uniti nel dicembre 1956 al cinema dalla Twentieth Century Fox.
Altre distribuzioni:
- in Svezia l'11 marzo 1957 (Den svarta piskan)
- in Germania Ovest il 26 aprile 1957 (Die schwarze Peitsche)
- in Brasile (O Chicote Negro)
- in Finlandia (Musta ruoska)
- in Grecia (Mavro mastigio)
- in Italia (La banda della frusta nera)
- negli Stati Uniti (The Man with a Whip)